# Johann Franz Khuen von Belasi

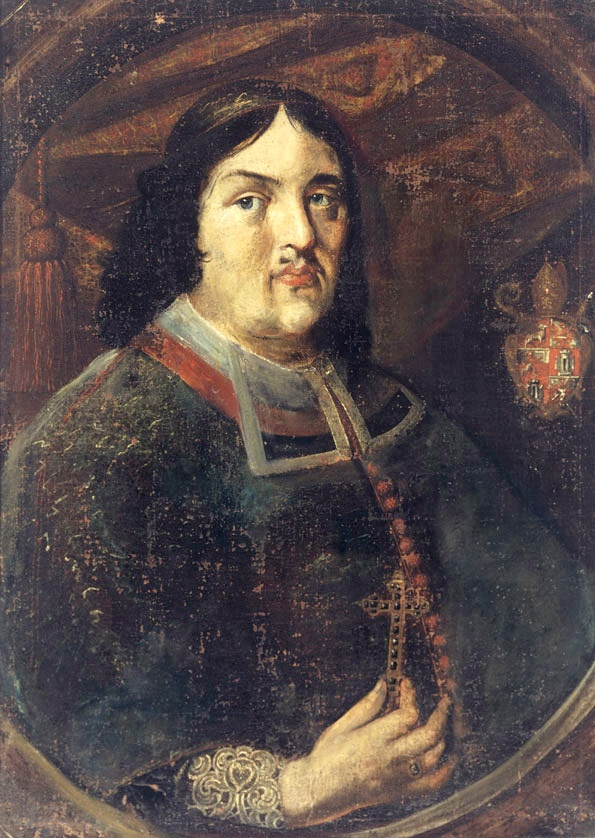
Fürstbischof Johann Franz Graf Khuen von Belasi (Gemälde 1685)

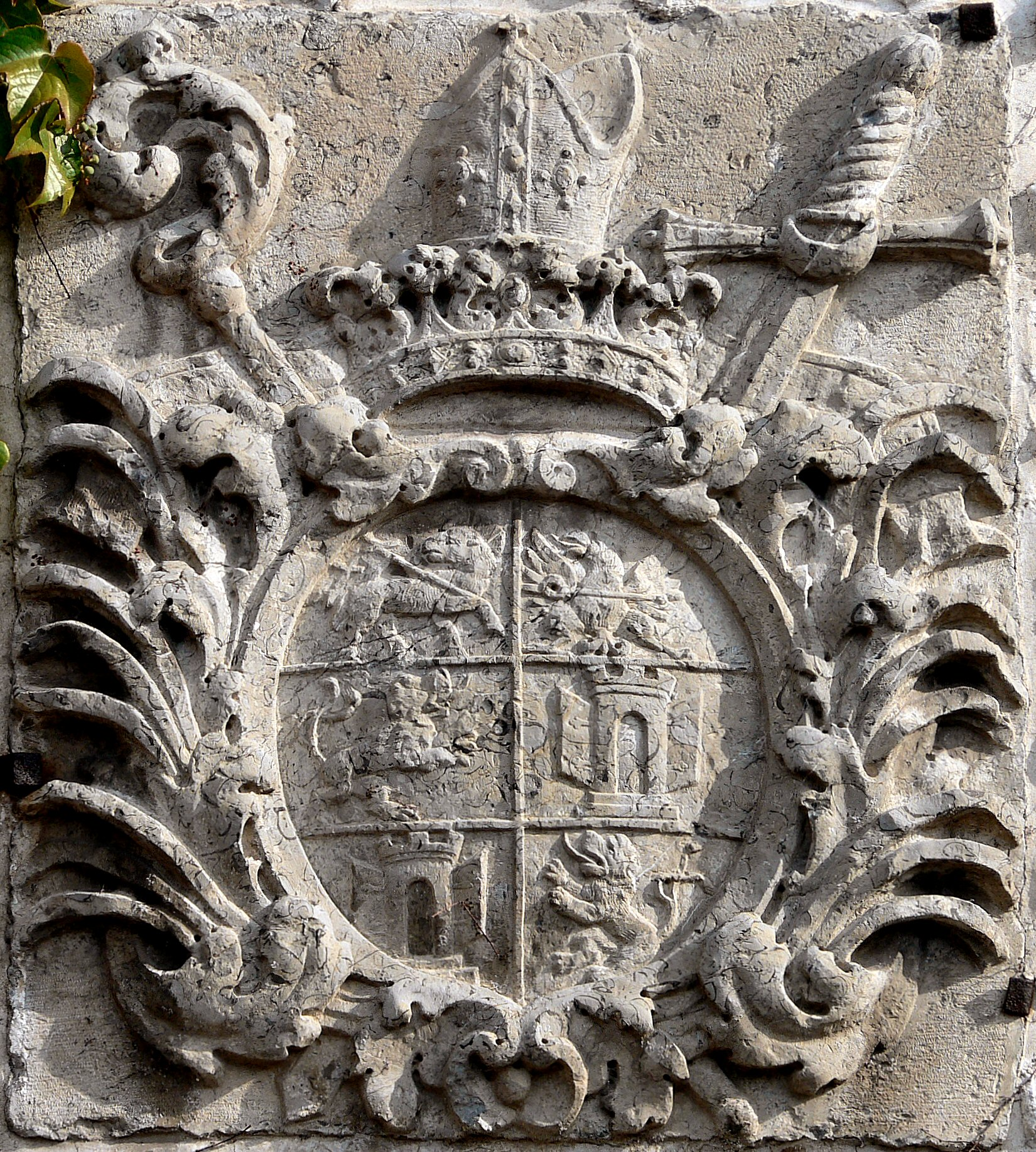
Wappen des Fürstbischofs Khuen von Belasi

Johann Franz Graf Khuen von Belasi, auch Johann VIII. Franz von Khuen (* 12. August 1649 in Hall in Tirol; † 3. April 1702 in Brixen) war von 1687 bis 1702 Fürstbischof von Brixen.

## Leben und Wirken
Er war der Sohn von Johann Franz Graf von Khuen und Gräfin Margret von Trapp. Nach seinen Gymnasialstudien in Hall ging er ans Germanikum in Rom, wo er von 1666 bis 1675 studierte. In dieser römischen Zeit empfing er dort am 4. September 1672 die Priesterweihe.
Nach Rückkehr in die Heimat übertrug man Johann Franz Graf von Khuen Domherrenstellen in Freising, in Brixen und in Passau. 1682 wurde er Pfarrer von Bozen, wo er sich als gewissenhafter Seelsorger und Wohltäter der Bedürftigen bewährte.
Nach dem Tod von Fürstbischof Paulinus Mayr wählte ihn das Brixner Domkapitel am 15. November 1685 zum neuen Bischof. Die Bestätigung aus Rom erfolgte erst mit Datum vom 12. Mai 1687; am 29. Juli des Jahres fand seine Bischofsweihe im Dom zu Brixen statt.
Eine der ersten Amtshandlungen Khuens war die Freisprechung von Maria Hueber, der späteren Gründerin der Tertiarschwestern zu Brixen, die der Hexerei bezichtigt wurde, da sie den unerwarteten Tod seines Vorgängers vorhergesagt hatte.
Durch seine Förderung erfolgte 1686 die Errichtung des Benediktinerinnenklosters Säben. Weitere Klostergründungen während seiner Amtszeit waren das der Ursulinen in Innsbruck (1692), das der Kapuziner in Innichen (1692), das der Serviten bei Volders (1698) und das der Kapuziner in Klausen (1699). Als friedliebender Oberhirte gelang es ihm auch, die schon lange andauernden Streitigkeiten zwischen dem Bistum Brixen und dem Stift Stams im Oberinntal zu beenden.
Fürstbischof Johann Franz Graf von Khuen legte großen Wert auf Visitationen in seiner Diözese. Trotz seiner ausgleichenden Art waren die Beziehungen zum Domkapitel zeitweise etwas getrübt, da er beabsichtigte, die Jesuiten im Bistum anzusiedeln, wogegen sich die Domherren energisch wehrten. Seine Wohltätigkeit gegenüber jedermann war weithin bekannt, weshalb man auf sein Grab im Brixner Dom die Charakteristik schrieb: „Ein Vater der Armen und ein Wohltäter der Bischofsstadt.“